# Fernando Rejal
Jesús Fernando Rejal (Chilecito, 13 de octubre de 1963) es un abogado y político argentino. Es Senador de la Nación Argentina por La Rioja desde 2023, por el Partido Justicialista.

## Biografía
Abogado. Exministro de Producción y Desarrollo Local. Fue diputado provincial por Chilecito y dos veces intendente del mismo Departamento. Compartió con Ricardo Quintela la fórmula de gobernador y vicegobernador en dos oportunidades.
Antes de ser senador, fue ministro de Producción y ambiente de La Rioja desde 2019 bajo el mandato de Quintela.
Fue electo Senador de la Nación Argentina por La Rioja en 2023.